# Fabrosaurus
Fabrosaurus is een geslacht van plantenetende dinosauriërs behorend tot de groep van de Ornithischia dat in het Vroege Jura (Hettangien - Sinemurien) leefde in het huidige Zuid-Afrika.
De typesoort Fabrosaurus australis is in 1964 benoemd door Léonard Ginsburg op basis van holotype MNHN LES9, een nog geen drie centimeter lang fragment van het achterste dentarium van de rechteronderkaak met negen tanden van een dier van ongeveer een meter lang, gevonden op de noordelijke helling van de Likhoele in een laag van de Elliotformatie. De geslachtsnaam verwijst naar de geoloog Jean Fabre, die Ginsburg begeleidde tijdens zijn expeditie in Basutoland in 1959; de soortaanduiding betekent: "zuidelijk". Fabrosaurus wordt tegenwoordig gezien de schamele resten beschouwd als een nomen dubium, en is misschien identiek aan Lesothosaurus die al in hetzelfde gebied gevonden was. Paul Sereno kon in 1991 geen onderscheidende kenmerken vinden.
Fabrosaurus werd in 1972 in een eigen Fabrosauridae geplaatst. Dat concept wordt tegenwoordig niet meer als nuttig gezien.